# Форм-фактор (техника)
Форм-фактор (от англ. form factor) или типоразмер — стандарт, задающий габаритные размеры технического изделия, а также описывающий дополнительные совокупности его технических параметров, например форму,  типы дополнительных элементов, размещаемых в/на устройстве, их положение и ориентацию.
Форм-фактор (как и любые другие стандарты) носит рекомендательный характер. Спецификация форм-фактора определяет обязательные и дополнительные компоненты. Однако подавляющее большинство производителей предпочитают соблюдать спецификацию, поскольку ценой соответствия существующим стандартам является совместимость материнской платы и стандартизированного оборудования (периферии, карт расширения) других производителей в будущем.
Чаще всего употребляется в отношении ИТ-оборудования:
- корпусов сотовых телефонов;
- корпусов компьютеров и их комплектующих — материнских и процессорных плат, жёстких дисков, других периферийных устройств;
- оборудования связи.

## Системные блокикомпьютерной техники

### Компактные корпуса и встроенные системы
- ITX
- CFF (Сompact Form Factor)
- LFF (Low Profile Form Factor)
- SFF (Small Form Factor)
- TFF (Thin Form Factor)
- FlexATX
- Mini PCI
- ATX

### Rackmount (оборудование, монтируемое встойку)
Термин Rackmount (стоечный в значении сборки, установки конструкций, механизмов) происходит от сочетания англ. rack (корзина, стойка, в которой размещается база и пристыкованное оборудование) и англ. mount (монтировать) и обозначает форм-фактор оборудования, которое работает, будучи смонтированным в стойку или корзину. Единицей высоты принят Стоечный юнит, обозначаемый «1U». Наиболее популярными являются корпуса высотой 1-2 юнита. ™

## Материнские платы
Форм-фактор для компьютеров может определяться как для самого корпуса, так и для устанавливаемой в него материнской платы.
| Форм-фактор материнской платы                                | Физические размеры, (ширина × глубина) | Физические размеры, (ширина × глубина)             | Спецификация, год                            | Примечание |
| Форм-фактор материнской платы                                | дюймы                                  | миллиметры                                         | Спецификация, год                            | Примечание |
| ------------------------------------------------------------ | -------------------------------------- | -------------------------------------------------- | -------------------------------------------- | --- |
| Массовые персональные компьютеры                             |                                        |                                                    |                                              | |
| XT                                                           | 8,5 × 11                               | 216 × 279                                          | IBM, 1983 год                                | Оригинальная архитектура IBM PC/XT |
| AT                                                           | 12 × 11 — 13                           | 305 × 279 — 330                                    | IBM, 1984 год                                | Архитектура IBM PC/AT (Desktop/Tower) |
| Baby-AT                                                      | 8,5 × 10 — 13                          | 216 × 254 — 330                                    | IBM, 1985 год                                | Архитектура IBM PC/XT, преемник (с 1985 года) материнских плат форм-фактора AT. Функционально эквивалентно AT, формат стал популярен благодаря значительно меньшему размеру. Форм-фактор считается недействительным с 1996 года. |
| S-ATX                                                        | 12 × 9,6                               | 305 × 244                                          | Intel, 1995 год                              | Основная архитектура полноразмерных плат для установки в системных блоках типов MiniTower, FullTower. |
| microATX                                                     | 9,6 × 9,6                              | 244 × 244                                          | Intel, 1997 год                              | Сокращённый формат ATX. Вследствие меньшего размера имеет меньше слотов. Также возможно использование блока питания меньшего размера. |
| FlexATX                                                      | 9 — 9,6 × 7,5 — 9,6                    | 229 — 244 × 190,5 — 244                            | Intel, 1999 год                              | Подмножество формата MicroATX, разработан Intel в 1999 году как замена для форм-фактора MicroATX. |
| Mini-ATX                                                     | 11,2 × 8,2                             | 284 × 208                                          | AOpen, 2005 год                              | Разработаны с использованием технологии MoDT (англ. Mobile on Desktop Technology) оптимизированной для мобильных процессоров. |
| ATX Riser                                                    |                                        |                                                    | Intel, 1999 год                              | Форм-фактор для системных блоков типа Slim |
| LPX                                                          | 9 × 11 — 13                            | 229 × 279 — 330                                    | Western Digital, 1987 год                    | Предназначен для розничной торговли готовыми компьютерами в корпусах типа Slim, собранными OEM-производителями. Никем, кроме как WD, не стандартизирован. |
| Mini-LPX                                                     | 8 — 9 × 10 — 11                        | 203 — 229 × 254 — 279                              | Western Digital, 1987 год                    | Функционально тот же LPX, но с уменьшенными габаритами. |
| NLX                                                          | 8 — 9 × 10 — 13,6                      | 203 — 229 × 254 — 345                              | Intel, 1997 год                              | Стандарт ориентированный на использование в низкопрофильных корпусах, для установки карты расширений используется устанавливаемая в специальный разъём на плате «ёлочка» со множественными слотами расширений. Предусмотрен AGP, охлаждение лучше чем у LPX. Формат не получил широкого распространения. |
| Mini-ITX                                                     | 6,7 6,7                                | 170 170                                            | VIA Technologies, 2001                       | |
| Mini-STX                                                     | 5,8 5,5                                | 147 140                                            | Intel, 2015                                  | Другие названия: mSTX, первоначально «Intel 5x5» |
| Nano-ITX                                                     | 4,7 4,7                                | 120 × 120                                          | VIA Technologies, 2003                       | |
| NUC                                                          | 4,01 4,01                              | 102 × 102                                          | Intel, 2013                                  | Next Unit of Computing |
| Pico-ITX                                                     | 3,9 × 2,8                              | 100 × 72                                           | VIA Technologies, 2007                       | |
| Mobile-ITX                                                   | 2,4 × 2,4                              | 60 × 60                                            | VIA Technologies, 2009                       | Самый маленький из существующих на сегодня форм-факторов материнских плат для x86 процессоров. |
| Офисные компьютеры, серверы                                  |                                        |                                                    |                                              | |
| SSI CEB                                                      | 12 × 10,5                              | 305 × 267                                          | Форум Server System Infrastructure, 2005 год | Стандарт плат для высокопроизводительных рабочих станций и серверов среднего уровня. Производная от стандарта ATX. |
| DTX                                                          |                                        | 200 × 244 мм (макс.)                               | AMD, 10 января 2007 года                     | Является изменением спецификации ATX, разработанным AMD специально для ПК малого форм-фактора. AMD заявила, что форм-фактор DTX является открытым стандартом, и обратно совместим с ATX. Спецификация предусматривает на материнской плате DTX до 2 слотов расширения (предположительно, это будут один PCI и один PCI Express), на том самом месте, что и два верхних слота на плате ATX или MicroATX. Спецификация допускает дополнительный слот расширения ExpressCard. Для сокращения расходов на производство, стандартный лист печатной платы режется (нацело делится) на 4 платы DTX или 6 плат mini-DTX. Для ещё большей экономии стоимости материнской платы, допускается выпуск четырёхслойной платы. |
| Mini-DTX                                                     |                                        | 200 × 170 мм (макс.)                               | AMD, 2007 год                                | Уменьшенный формат DTX. |
| BTX                                                          | 12,8 × 10,5                            | 325 × 267                                          | Intel, 2004 год                              | Стандарт, предложен в начале 2000-х Intel в качестве преемника ATX. По данным Intel, имеет лучшее охлаждение компонентов на материнской плате. Допускается до 7 слотов и 10 отверстий для монтажа материнской платы. |
| MicroBTX                                                     | 10,4 × 10,5                            | 264 × 267                                          | Intel, 2004                                  | Уменьшенная производная стандарта BTX. Допускается до 4 слотов и 7 отверстий для монтажа материнской платы. |
| PicoBTX                                                      | 8,0 × 10,5                             | 203 × 267                                          | Intel, 2004                                  | Уменьшенная производная стандарта BTX. Допускается 1 слот и 4 отверстия для монтажа материнской платы. |
| WTX                                                          | 16,75 × 14                             | 425 × 356                                          | Intel, 1998 год                              | Стандарт серверов и рабочих станций высокого класса, поддерживающий многопроцессорные конфигурации и массивы жестких дисков. |
| Extended ATX (EATX)                                          | 12 × 13                                | 305 × 330 мм                                       | ?                                            | Стандарт плат для рабочих станций и серверов в Rack Mount-исполнении. Обычно используется для материнских плат серверного класса с двумя процессорами и/или слишком большого для стандартной материнской платы стандарта ATX количества плат расширений. |
| Ultra ATX                                                    | 14,4 × 9,625                           | 367 × 244 мм                                       | Foxconn, 2008 год                            | В принципе, это просто негабаритная версия ATX, которая поддерживает 10 слотов расширения (в отличие от семи слотов в стандартной ATX плате). Вследствие этого требует корпус достаточной высоты (специально выпущены корпуса Ultra ATX формата — Thermaltake Xaser VI, Lian Li PC-P80 и HEC Compucase 98 98R9BB). Официальным разъяснением было следующее: Современные высокопроизводительные видеокарты часто имеют конструкцию использующую двойной слот, в связи с необходимостью использовать радиатор большого размера для эффективного охлаждения графического чипсета. Как следствие, слот расширения под слотом, в котором установлена видеокарта заблокирован и не может быть использован другой платой расширения. В случае использования четырёх таких видеокарт, в системе не остаётся ни одного доступного слота расширения, так как все дополнительные слоты заблокированы установленными видеокартами. С сентября 2009 года также существует 13,5 дюймовые материнские платы, выпущенная EVGA (первая из них — X58 Classified 4-Way SLI). |
| Встраиваемые (embedded) системы                              |                                        |                                                    |                                              | |
| UTX                                                          |                                        | 88 × 108 мм                                        | TQ-Components, 2001 год                      | Используется в встраиваемых системах и промышленных компьютерах. |
| PC-104, PC104plus, PCI/104Express                            | 3,8 × 3,6                              |                                                    | PC/104 Consortium, 1992, 1997, 2008 год      | Используются для встраиваемых систем. |
| ETX (англ. Embedded Technology eXtended)                     | 3,7 x 4,9                              | 95 × 114 мм                                        | PICMG, 2005 год 3,0 2006 год                 | Используется во встраиваемых системах и компьютерах, построенных на единственной плате. Формат COM (англ. computer-on-module), представляет собой одну из самых быстрорастущих концепций в мире встроенных систем. |
| XTX                                                          |                                        | 95 × 114 мм                                        | Advantech, Ampro, 2005 год                   | COM-формат. Используется во встраиваемых системах. 75 % совместимость по контактам со стандартом ETX. Исключена поддержка архитектуры ISA, вместо неё добавлены PCI-Express, SATA и LPC. |
| COM Express                                                  |                                        | Базовая (55 × 125 мм) и Расширенная (110 × 155 мм) | PICMG COM.0 R1.0 10 июля 2005 года           | COM-формат. Определены 5 типов: 1. Type 1: Единый разъём (220 контактов), 6 PCI Express lanes, без PEG, без PCI, без IDE, 4 SATA, 1 LAN 2. Type 2: Сдвоенный разъём (440 контактов), 22 PCI Express lanes, PEG, PCI, 1 IDE, 4 SATA, 1 LAN 3. Type 3: Сдвоенный разъём (440 контактов), 22 PCI Express lanes, PEG, PCI, без IDE, 4 SATA, 3 LAN 4. Type 4: Сдвоенный разъём (440 контактов), 32 PCI Express lanes, PEG, без PCI, 1 IDE, 4 SATA, 1 LAN 5. Type 5: Сдвоенный разъём (440 контактов), 32 PCI Express lanes, PEG, без PCI, без IDE, 4 SATA, 3 LAN Спецификация определяет модули двух размеров. Стандарт, иногда называемый «ETXexpress», фактически не имеет ничего общего со стандартными ETX. |
| nanoETXexpress Также известный как «Nano COM Express Type 1» |                                        | 55 × 84 мм                                         | Kontron                                      | Используется во встраиваемых системах и компьютерах, построенных на единственной плате. Требует несущую материнскую плату. |
| CoreExpress                                                  |                                        | 58 × 65 мм                                         | SFF-SIG Версия 2.1 23 февраля 2010 года      | Используется во встраиваемых системах и компьютерах, построенных на единственной плате. Требует несущую материнскую плату. |
| Mini-ITX                                                     | 6,7 × 6,7                              | 170 × 170                                          | VIA Technologies, 2003 год                   | Входит в состав серии плат, основанных на технологии VIA EPIA (англ. VIA Embedded Platform Innovative Architecture) с использованием интегрированного центрального процессора. Допускаются блоки питания только до 100 Вт. |

Компьютерные форм-факторы в масштабе, от меньшего к большему

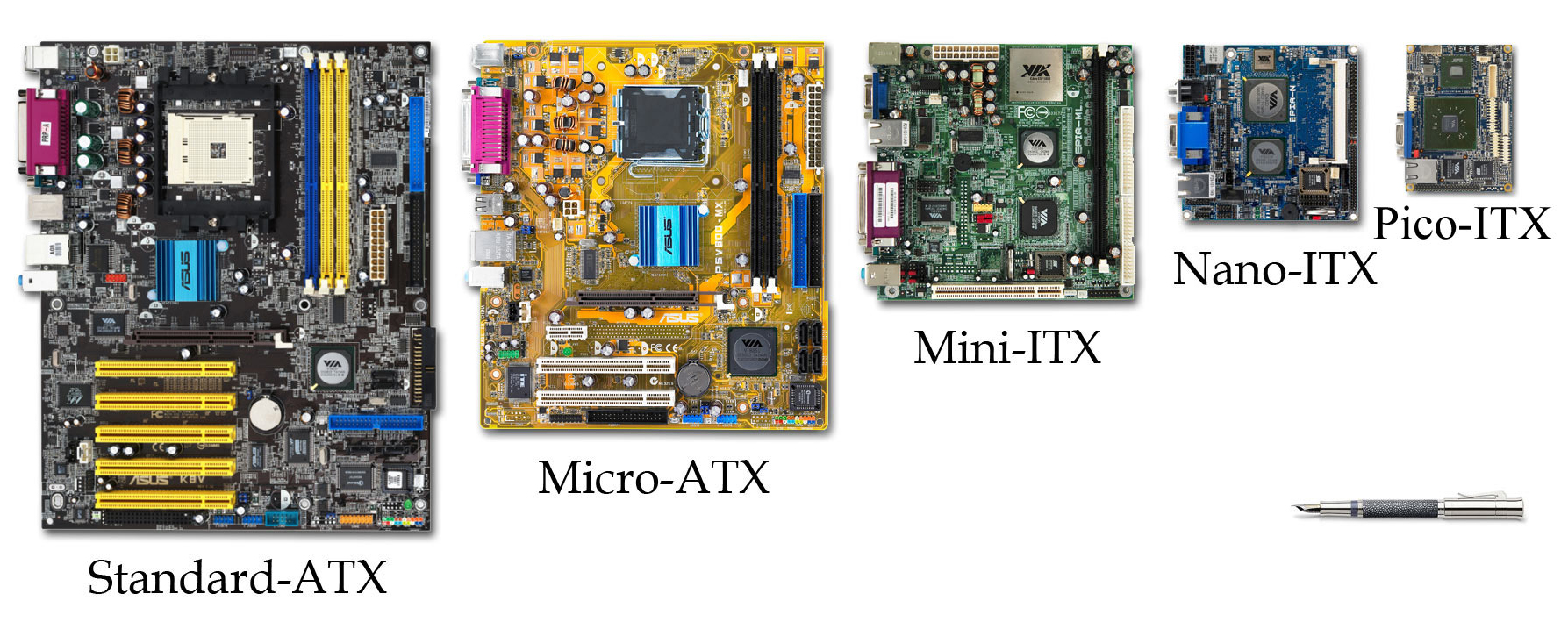
Наглядное сопоставление некоторых наиболее часто встречающихся форм-факторов материнских плат компьютера.

| Nano-ITX                                                     |                                        | 120 × 120                                          | VIA Technologies, 2004 год                   | Входит в состав серии плат, основанных на технологии VIA EPIA. Предназначен для построения цифровых развлекательных устройств таких как телевизионные приставки, медиа-центры, автомобильные ПК. |
| Pico-ITX                                                     | 3,9 × 2,7                              | 100 х 72                                           | VIA, 2007 год                                | Входит в состав серии плат, основанных на технологии VIA EPIA. Используются в ультракомпактных встраиваемых системах |

### Устаревшие
- Baby-AT;
- Mini-ATX;
- полноразмерная плата AT;
- LPX;
- В СССР выпускались одноплатные микроЭВМ на базе платы размером 220 × 233 мм (типа Е2) с тремя разъёмами типа СНП-59-96. Разъёмы X1, X2 обеспечивали интерфейс И-41, функции разъёма X3 (не имел выхода на системную шину и обычно использовался для связи со внешними устройствами или другими микроЭВМ) определял пользователь[2].

### Современные
- АТХ;
- microATX;
- Flex-АТХ;
- NLX;
- WTX,
- CEB

### Традиционные настольные
- AT
- ATX
- Mini-ITX
- BTX
- CEB
- DTX

### Внедряемые
- Mini-ITX;
- Nano-ITX;
- Pico-ITX;
- BTX;
- MicroBTX;
- PicoBTX

## Жёсткие диски
Почти все современные (2001—2012 года) накопители для персональных компьютеров и серверов имеют ширину либо 3,5, либо 2,5 дюйма — под размер стандартных креплений для них соответственно в настольных компьютерах и ноутбуках. Также получили распространение форматы 1,8 дюйма, 1,3 дюйма, 1 дюйм и 0,85 дюйма. Прекращено производство накопителей в форм-факторах 8 и 5,25 дюймов.

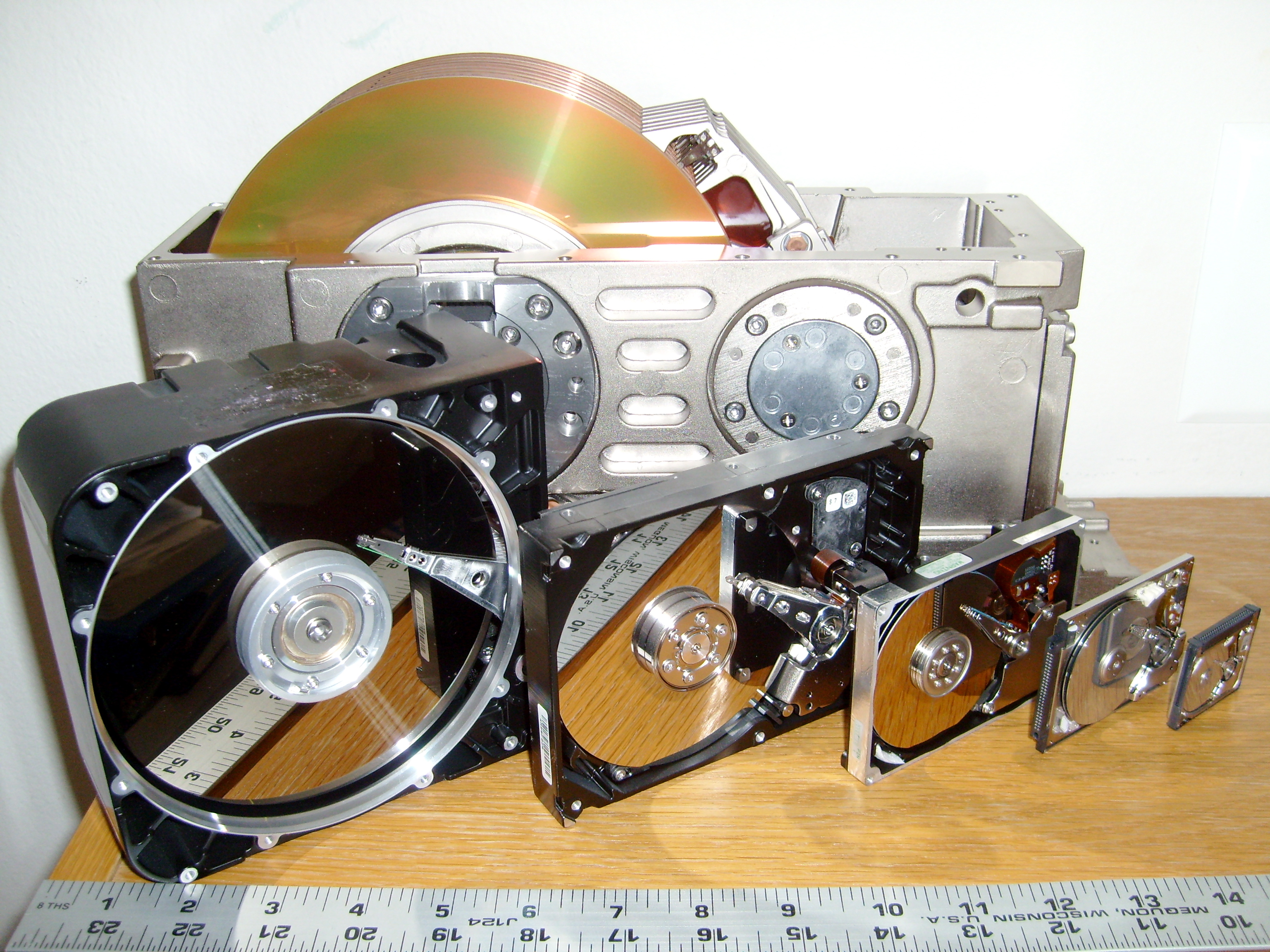
Шесть типоразмеров жёстких дисков, образовавшихся в ходе их развития.

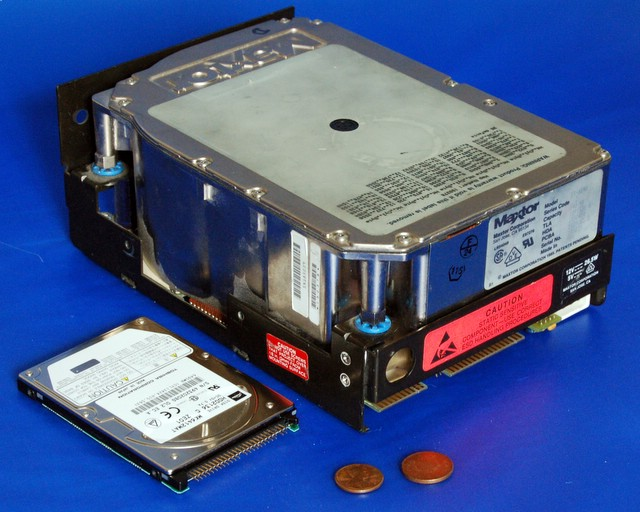
Полноразмерный (Full-height, FH) жёсткий диск Maxtor (справа) и малогабаритный, применяемый в ноутбуках.

| Форм-фактор жёсткого диска                 | Ширина накопителя, мм | Наибольшая ёмкость         | Пластин (макс.) |
| ------------------------------------------ | --------------------- | -------------------------- | --------------- |
| 6,25"                                      | не существует         |                            |                 |
| 5″                                         | не существует         |                            |                 |
| 5,25″ (Полноразмерные, Full-height, FH)    | 146                   | 47 ГБ (1998)               | 14              |
| 5,25″ (Половинной высоты, Half-height, HH) | 146                   | 19,3 ГБ (1998)             | 4               |
| 3,5″ SATA                                  | 102                   | 4 ТБ (2011), 16 ТБ (2019)  | 5               |
| 3,5″ PATA                                  | 102                   | 750 ГБ (2006)              | ?               |
| 2,5″ SATA                                  | 69,9                  | 2 ТБ (2013) 5 ТБ (2019)    | 3               |
| 2,5″ PATA                                  | 69,9                  | 320 ГБ (2009)              | ?               |
| 1,8″ SATA                                  | 54                    | 320 ГБ (2009)              | 3               |
| 1,8″ PATA/ZIF                              | 54                    | 240 ГБ (2008)              | 2               |
| 1,8″ SATA/LIF                              | 54                    | 120 ГБ (512 ГБ SSD) (2008) | 2               |
| 1,3″                                       | 43                    | 40 ГБ (2007)               | 1               |
| 1″ (CFII/ZIF/IDE-Flex)                     | 42                    | 20 ГБ (2006)               | 1               |
| 0,85″                                      | 24                    | 8 ГБ (2004)                | 1               |
| 0,25"                                      | не существует         | 1 ТБ (2016)                | 1               |
| 0,1"                                       | 10                    | 500 ГБ (начало 2017)       | 1               |

### Твердотельные диски
По мере роста ёмкости и удешевления флеш-памяти, твердотельная память стала заменять механические жёсткие диски. С целью обеспечения взаимозаменяемости с существовавшими технологиями встраиваемые твердотельные накопители стали выпускать в стандартизированных для жёстких дисков конструктивах и с наиболее популярным на тот момент интерфейсом для жёстких дисков. Так появились твердотельные диски типоразмера 2,5" и 1,8" с интерфейсом SATA, которые устанавливались вместо механических жёстких дисков.
Однако громоздкие конструктивы и медленные интерфейсы механических жёстких дисков не позволяли раскрыть потенциал флеш-памяти. Начался процесс миниатюризации накопителей. Первоначально отказались от конструктива жёстких дисков, стандартизировав малогабаритные конструктивы mSATA и M.2 SATA, но сохранив совместимость с интерфейсом SATA. Следующим шагом стал отказ от медленного интерфейса SATA и переход на быстрый интерфейс PCI Express. Так появились накопители с интерфейсом NVM Express (NVMe) в разнообразных конструктивах, из которых наибольшее распространение получил M.2 NVMe.
Несмотря на похожий конструктив накопители M.2 SATA нельзя установить вместо M.2 NVMe и M.2 NVMe нельзя установить вместо M.2 SATA, они несовместимы друг с другом. Внешне их можно различить по количеству вырезов на контактах платы накопителя и соответствующих ключевых вставок на ответном разъёме: у M.2 SATA их два, а у M.2 NVMe — один.

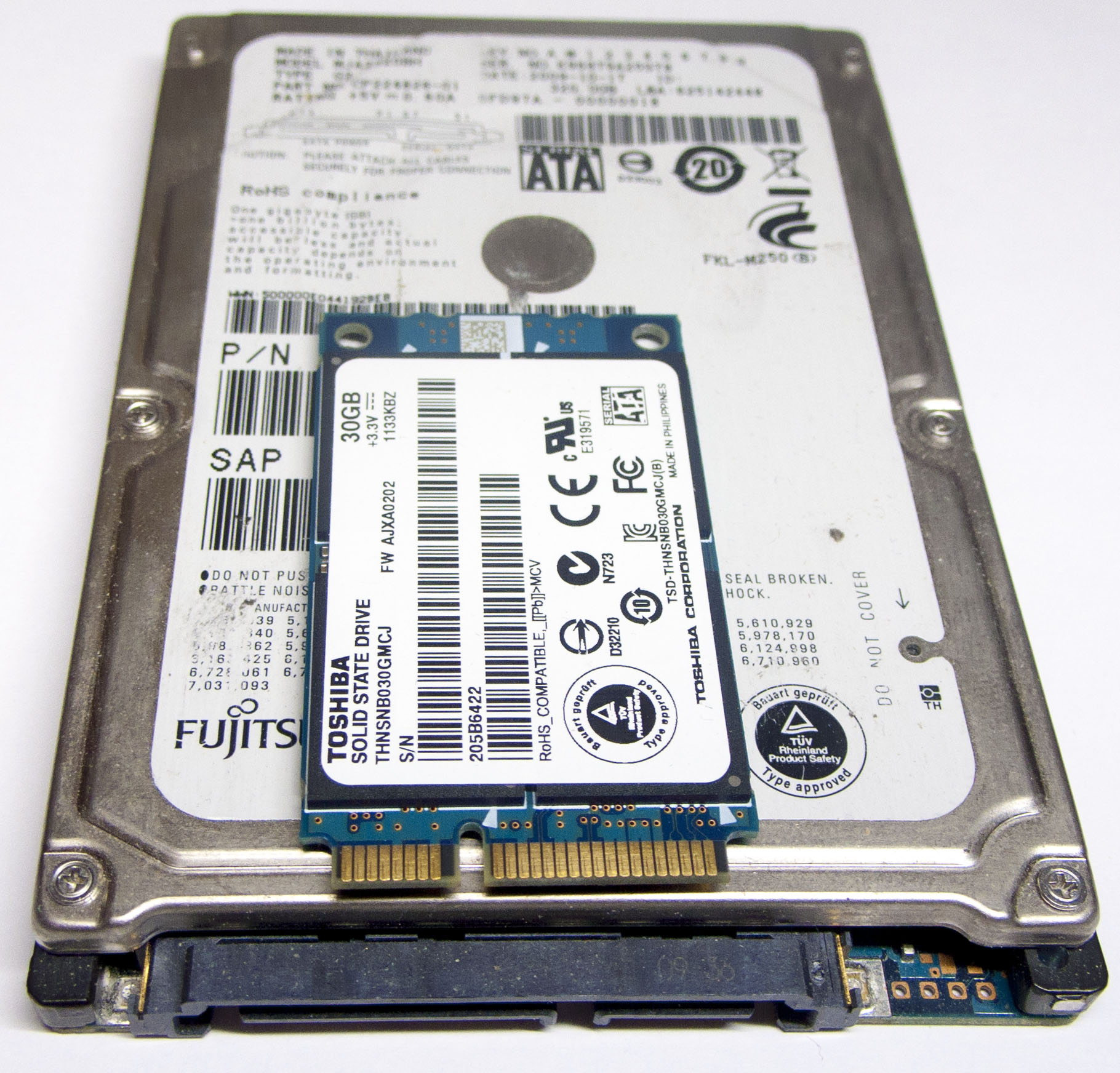
2,5" SATA и mSATA накопители
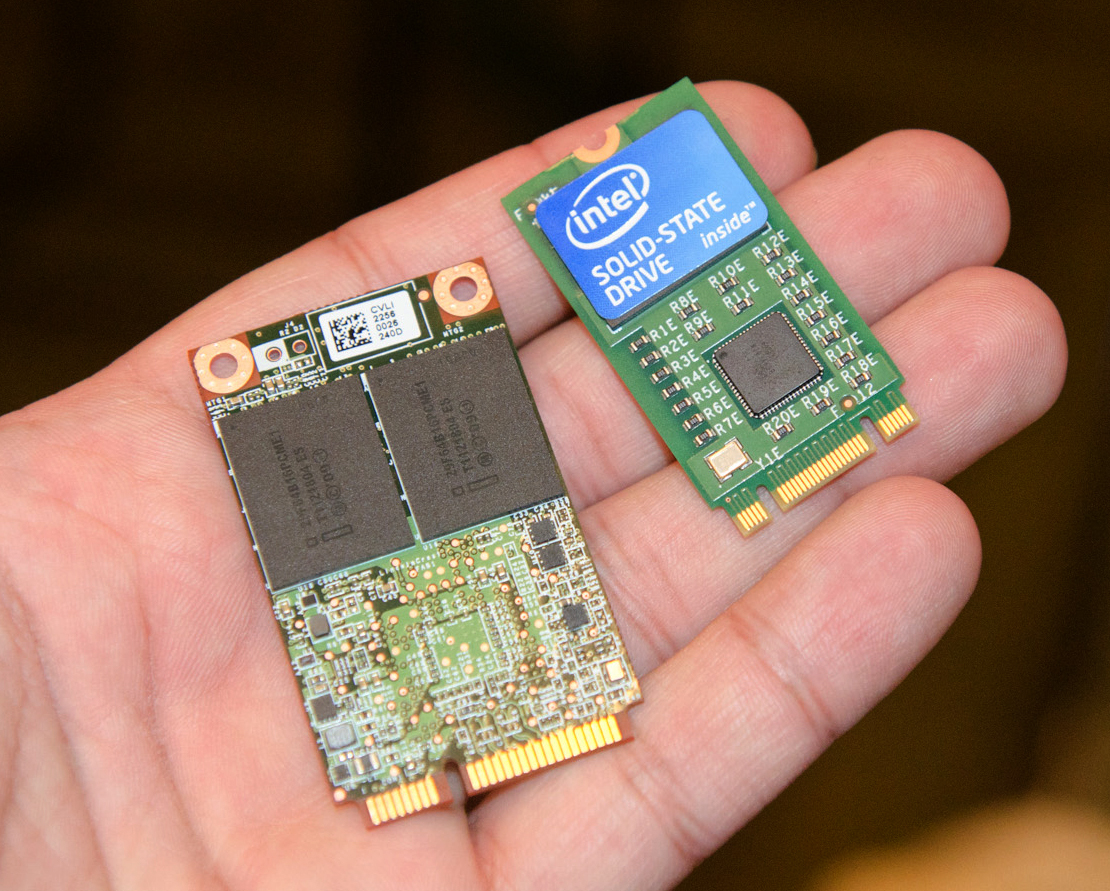
mSATA и M.2 SATA накопители
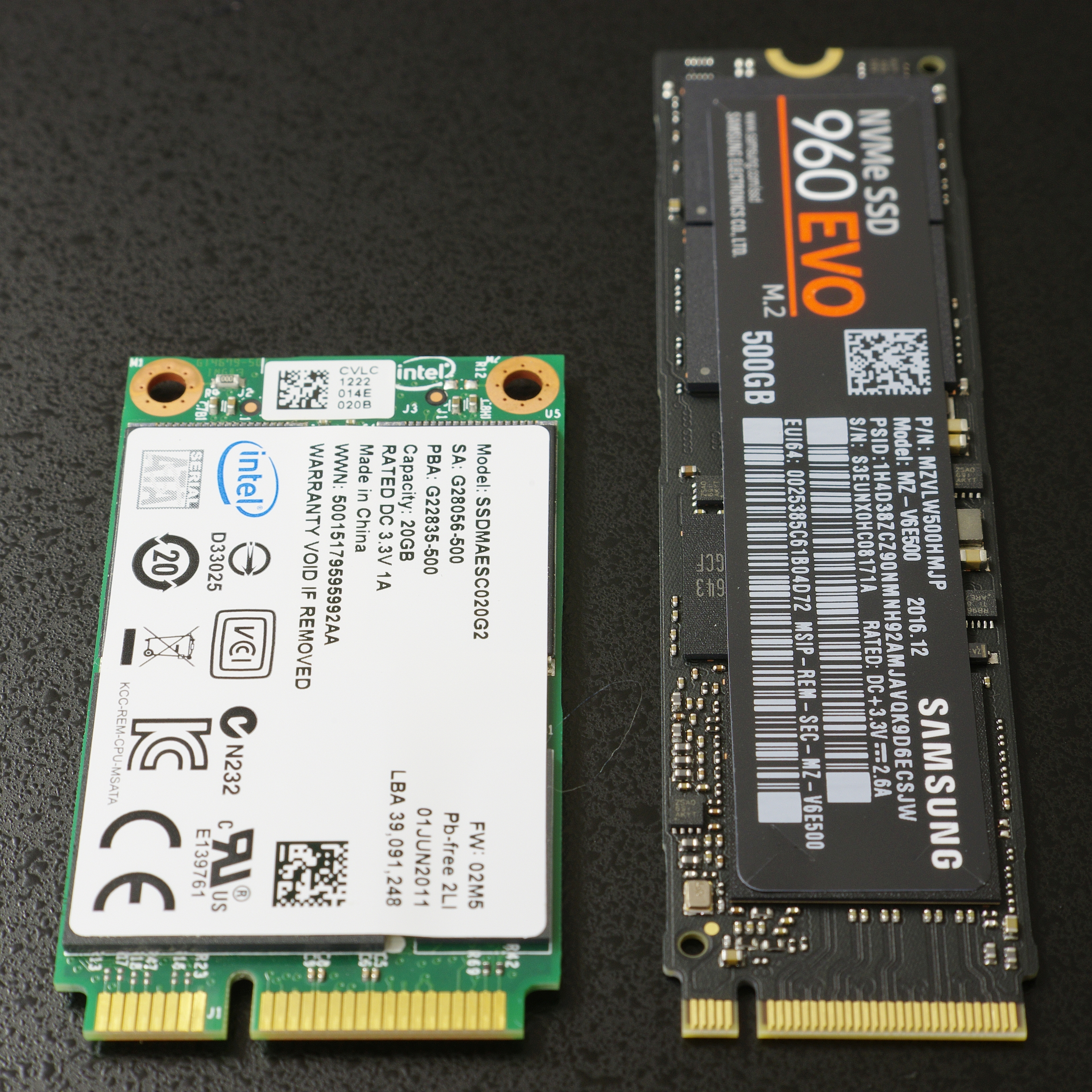
mSATA и M.2 NVMe накопители
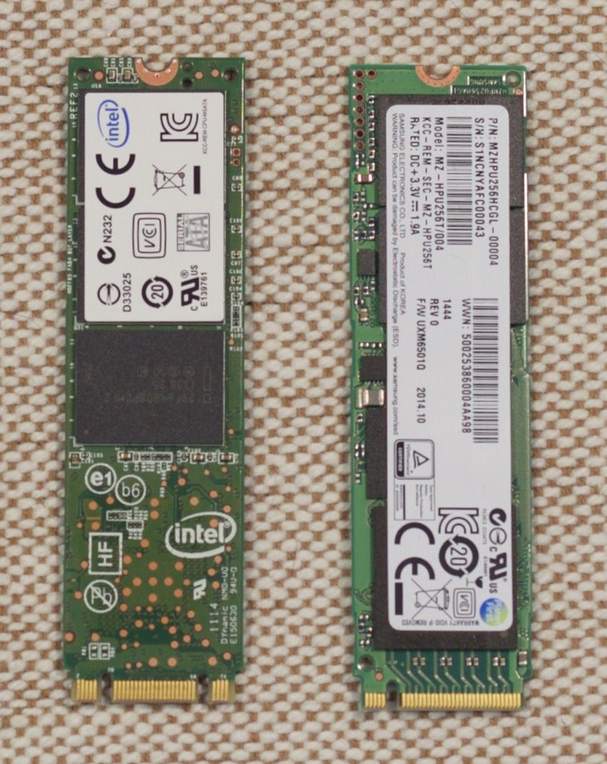
M.2 SATA слева, M.2 NVMe справа
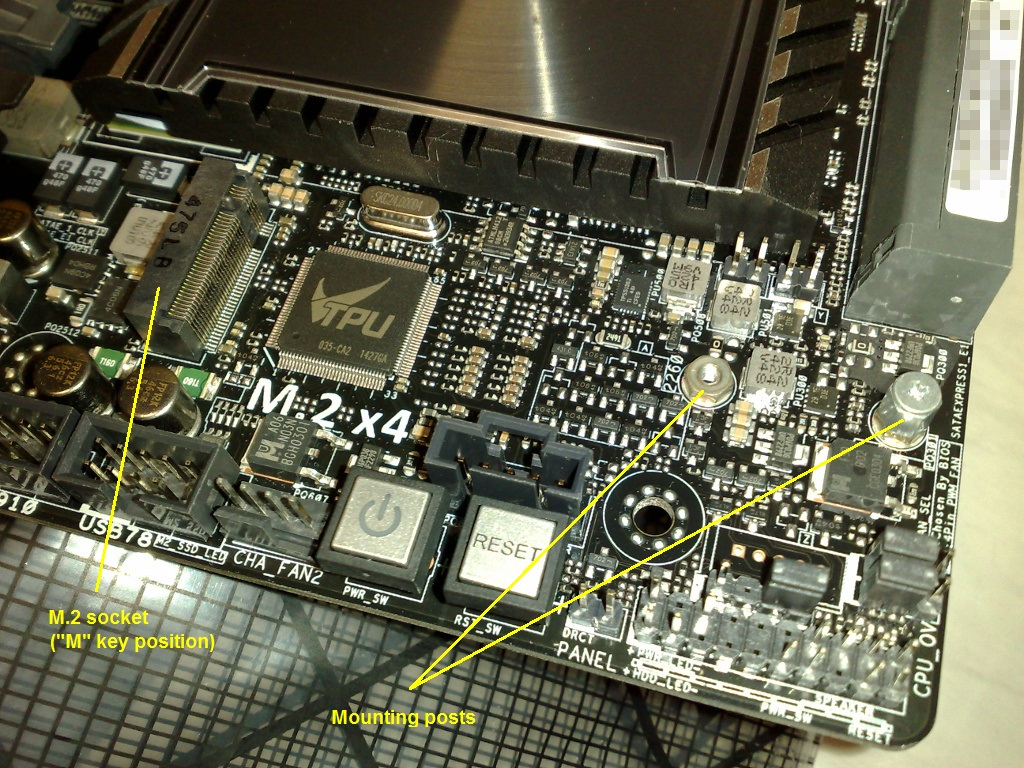
Разъём и крепёж M.2 NVMe накопителя на материнской плате компьютера
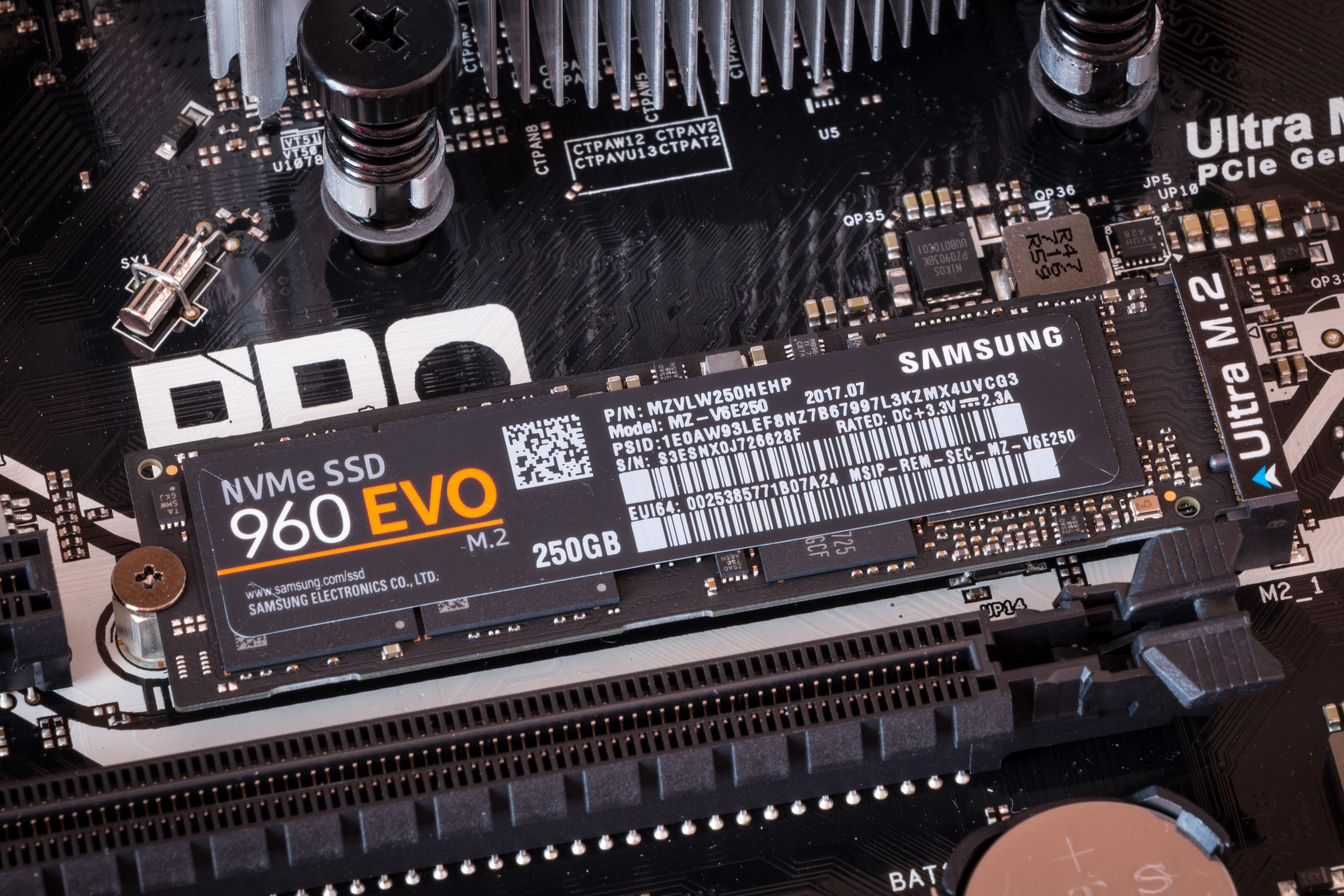
M.2 NVMe накопитель на материнской плате компьютера

## Корпусасотовых телефонов
- Моноблок (классический)
- Раскладушка («книжка», «лягушка»)
- Псевдораскладушка (моноблок с откидной крышкой, которая только прикрывает клавиатуру, без какой-либо функциональности)
- Слайдер («сдвижка»), боковой слайдер
- Ротатор (с поворотным механизмом)
- Браслет (носится на запястье)
- Стационарный
- Возимый (автомобильный)